# Jarvikina
Jarvikina is een geslacht van uitgestorven lobvinnige vissen die leefden tijdens het Devoon. Jarvikina is benoemd naar de Zweedse paleontoloog Erik Jarvik.